# Thamnophilus
Thamnophilus ist eine Vogelgattung der Sperlingsvögel (Passeriformes) aus der Familie der Ameisenvögel (Thamnophilidae)
Diese Gattung umfasst „typische“ Ameisenwürger, eine der uneinheitlichsten Gattungen der Ameisenvögel. Sie ernähren sich von Insekten, aber nicht von Ameisen, die sie aus dem Laub heraussammeln. Die meisten Ameisenwürger halten sich bevorzugt im Rankengewirr im Unterholz auf, jagen gern in gemischten Jagdgemeinschaften, die Lautgebung klingt nasal. Die Gattung ist in den Neotropen heimisch.
Der Gattungsname wurde von Vieillot im Jahre 1816 geprägt.
Die Bezeichnung kommt von altgriechisch θαμνος thamnos, deutsch ‚Gebüsch, Strauch‘ und altgriechisch φίλος philos, deutsch ‚Freund‘.

## Lebensraum
Die Arten der Gattung kommen ausschließlich in der Neotropis (Lateinamerika) vor.

## Arten
Der Gattung Thamnophilus werden derzeit 30 Arten zugeordnet.
- - Amazonien-Tropfenameisenwürger (Thamnophilus amazonicus)
  - Binden-Ameisenwürger (Thamnophilus doliatus)
  - Braunflügel-Ameisenwürger (Thamnophilus murinus)
  - Dunkelmantel-Ameisenwürger (Thamnophilus palliatus)
  - Einfarb-Ameisenwürger (Thamnophilus unicolor)
  - Feinstreifen-Ameisenwürger (Thamnophilus tenuepunctatus)
  - Flussufer-Ameisenwürger (Thamnophilus cryptoleucus)
  - Hochland-Ameisenwürger (Thamnophilus aroyae)
  - Kapuzen-Ameisenwürger (Thamnophilus bridgesi)
  - Nördlicher Schwarzameisenwürger (Thamnophilus nigriceps)
  - Perlschulter-Ameisenwürger (Thamnophilus aethiops)
  - Rostflügel-Ameisenwürger (Thamnophilus torquatus)
  - Rostscheitel-Ameisenwürger (Thamnophilus ruficapillus)
  - Schiefergrauer Ameisenwürger (Thamnophilus schistaceus)
  - Schwarzgrauer Ameisenwürger (Thamnophilus nigrocinereus)
  - Schwarzweißer Ameisenwürger (Thamnophilus melanonotus)
  - Streifen-Ameisenwürger (Thamnophilus multistriatus)
  - Südlicher Schwarzameisenwürger (Thamnophilus praecox)
  - Wechselameisenwürger (Thamnophilus caerulescens)
  - Tepui-Tropfenameisenwürger (Thamnophilus insignis)
  - Tüpfelwollrücken (Thamnophilus punctatus)
  - Westlicher Tropfenameisenwürger (Thamnophilus atrinucha)